# ATP Challenger Bromma
Der ATP Challenger Bromma (offiziell: Bromma Challenger) war ein Tennisturnier, das 1996 einmal in Bromma, einem Stadtteil von Stockholm in Schweden, stattfand. Es gehörte zur ATP Challenger Tour und wurde in der Halle auf Hartplatz gespielt.

## Liste der Sieger

### Einzel
| Jahr | Sieger          | Finalgegner | Ergebnis |
| ---- | --------------- | ----------- | -------- |
| 1996 | Johan van Herck | Jan Apell   | 6:3, 7:5 |

### Doppel
| Jahr | Sieger                       | Finalgegner             | Ergebnis |
| ---- | ---------------------------- | ----------------------- | -------- |
| 1996 | Andrew Foster Danny Sapsford | Lan Bale Brent Haygarth | 6:3, 6:1 |